# Цифрова телевизия
Цифровата телевизия (или дигитална телевизия) е технология за приемане и предаване на движещ се образ и звук на разстояние (телевизия) с използване на цифров сигнал, за разлика от аналоговата телевизия, която се излъчва чрез аналогов сигнал. Този тип телевизия позволява излъчването на повече телевизионни програми в определена честотна лента, а също и предоставя допълнителни услуги като субтитри, разписание на телевизионна програма (EPG), допълнителни аудио канали, програми по заявка и платени канали.
Съвременните телевизори се произвеждат с вградени устройства за цифрова телевизия, но за приемане на цифров сигнал с обикновен (аналогов) телевизор е необходим цифров декодер.

## Формати и стандарти
Цифровата телевизия поддържа различни типове стандарти и формати на картината. Излъчването може да се осъществява както в традиционните за аналоговата телевизия стандарти PAL, SECAM, NTSC, така и в high-definition (HDTV) формат - телевизия с висока разделителна способност. При HDTV предимно се използва формат на картината 16:9, за разлика от традиционния 4:3.
Според начина на разпространение на сигнала цифровата телевизия, също като аналоговата, може да бъде ефирна наземна (приемане с обикновена антена), кабелна и сателитна телевизия.

### Стандарти
Международните стандарти за цифрова телевизия се приемат от Международната организация по стандартизация (ISO – International Organization for Standardization), обединяваща националните комитети по стандартизация на над 100 страни от цял свят. В тази организация се формират групи по отделните отрасли на техниката. Една из групите, занимаваща се със стандартите за цифрова телевизия, е групата MPEG (Motion Picture Expert Group).
Друга организация, играеща значителна роля в стандартизацията, е Международният съюз по далекосъобщения (ITU – International Telecommunication Union). Организацията дава препоръки, които впоследствие могат да бъдат преобразувани в международни или в национални стандарти от националните органи по стандартизация.
Съществуват следните основни стандарти:
- DVB – европейски стандарт за цифрова телевизия.
- ATSC – северноамерикански стандарт за цифрова телевизия.
- ISDB – японски стандарт за цифрова телевизия.

Повечето страни в Европа, Азия и Африка са приели стандарта Digital Video Broadcasting (DVB) за разпространение на цифрова телевизия, който се подразделя на:
- DVB-S – цифрова сателитна телевизия
- DVB-T – цифрова ефирна телевизия
- DVB-C – цифрова кабелна телевизия
- DVB-H – цифрова мобилна телевизия

## Цифрова телевизия в България
- Основна статия: Цифрова телевизия в България